# Ревенко, Василий Николаевич
Васи́лий Никола́евич Реве́нко (1934—1997) — советский учёный-радиофизик, доктор технических наук, профессор, лауреат Государственной премии СССР.
Главный конструктор по созданию систем отображения информации центров управления ПВО и ракетно-космических систем..

## Биография
Родился 17 сентября 1934 года в селе Староивановка Волоконовского района Белгородской области.
В 1957 году окончил Новочеркасский политехнический институт имени Серго Орджоникидзе. В 1957—1958 годах работал мастером в тресте «Центротеплоконтроль» (Москва), в 1958—1959 годах в тресте «Укртеплоконтроль» (Киев).
В 1959 году трудится в НИИ-2 Министерства обороны СССР в городе Калинин. С 1960 работает начальником лаборатории НИИ точных приборов. С 1964 года ― начальник отдела НИИ-5 Главного артиллерийского управления Министерства обороны СССР.
С 1971 года и до конца своей жизни работает начальником отделения по разработке средств связи и систем отображения для автоматизированных систем управления. С 1977 года был во главе Координационного совет Министерства радиопромышленности по средствам отображения информации.
В 1980 году удостоен Государственной премии СССР, в 1991 году получил Премию Совета министров СССР. В 1983 году защитил докторскую диссертацию. В 1984 году избран профессором. Действительный член Международной академии информатики с 1994 года.
Умер 11 октября 1997 года в Москве, похоронен на Алексеевском кладбище.

## Научная работа
Автор 15 изобретений. Василий Ревенко одним из первых в СССР начал заниматься разработкой средств отображения информации. С 1972 по 1976 годы руководил созданием средств отображения информации первого поколения для ПВО СССР, в том числе «РИН-605».
С 1980 года принял участие в разработке приборов второго поколения — индикаторов «РИН-609» и «РИН-613» для АСУ, разрабатываемых в мобильном исполнении. В 1985 году участвовал в создании третьего поколения средств отображения — семейства индикаторов «РИН-618», в этих приборах был осуществлен переход от аппаратного способа управления к программному.
Разработал большой экран на базе квантоскопа «Рябина-608». Был главным конструктором комплексов средств отображения: «Экран», «Единая спутниковая система связи», «Скат». В 1992—1996 годах руководил созданием перспективных средств отображения информации.

## Награды
- Орден Трудового Красного Знамени (1976)
- Орден «Знак Почёта» (1971)
- Медаль «За доблестный труд» (1970)
- Государственной премии СССР (1980)
- Премия Совета Министров СССР (1991)

## Сочинения
- Комплексы средств отображения информации / В. Н. Ревенко, В. М. Сегал. — М. : Радио и связь, 1985[3].